# Linaro
Linaro est une association internationale à but non lucratif travaillant à la consolidation et à l'optimisation des logiciels libres basés sur Linux pour les processeurs d'architecture ARM. 
Linaro produit des outils pour l'architecture ARM, le noyau Linux et teste les principales distributions Linux (dont Android et Ubuntu) sur les plateformes de références fournies par ses membres.
Elle fut annoncée pour la première fois en juin 2010, sur le salon Computex par ses fondateurs ; ARM, IBM, Texas Instruments, Samsung, ST-Ericsson et Freescale.

## Travaux
Linaro travaille à la consolidation de la plateforme Linux sur architecture ARM, tests d'intégration, propositions architecturales, optimisation, etc.
Linaro a apporté des améliorations sur la gestion des pilotes graphiques dans le noyau Linux.
Sur le site de Linaro, 4 plateformes de développement de référence à bas prix (inférieur à 200 € la carte mère avec SoC et RAM) basées sur les SoC ARM sont proposées et référencées  :
- Exynos de Samsung
- Nova de ST-Ericsson
- OMAP de Texas Instruments
- iMX de NXP Semiconductors, à l'origine de Freescale).

Parmi les projets aboutis, on peut nommer l'ordinateur de la taille d'une clé USB, Cotton Candy.